# 赤壁圖
《赤壁圖》為金代畫家武元直（活動於1149－1189）所繪，以蘇軾〈赤壁賦〉中「蘇子與客泛游赤壁之下」的情景為題材，是目前已知最早的赤壁主題山水畫，為國立故宮博物院典藏國寶級文物之一。此圖不僅是金代女真政權下的重要繪畫作品，亦是中國畫史中赤壁圖式的關鍵範例。

## 圖片
- 金武元直赤壁圖 卷（局部1），本幅縱50.8，橫136.4 公分 拖尾縱51，橫387.5 公分
- 金武元直赤壁圖 卷（局部2），本幅縱50.8，橫136.4 公分 拖尾縱51，橫387.5 公分
- 金武元直赤壁圖 卷（局部3），本幅縱50.8，橫136.4 公分 拖尾縱51，橫387.5 公分
- 金武元直赤壁圖 卷（局部4），本幅縱50.8，橫136.4 公分 拖尾縱51，橫387.5 公分
- 金武元直赤壁圖 卷（局部5），本幅縱50.8，橫136.4 公分 拖尾縱51，橫387.5 公分
- 金武元直赤壁圖 卷（局部6），本幅縱50.8，橫136.4 公分 拖尾縱51，橫387.5 公分
- 金武元直赤壁圖 卷（局部7），本幅縱50.8，橫136.4 公分 拖尾縱51，橫387.5 公分
- 金武元直赤壁圖 卷（局部8），本幅縱50.8，橫136.4 公分 拖尾縱51，橫387.5 公分
- 金武元直赤壁圖 卷（局部9），本幅縱50.8，橫136.4 公分 拖尾縱51，橫387.5 公分
- 金武元直赤壁圖 卷（局部10），本幅縱50.8，橫136.4 公分 拖尾縱51，橫387.5 公分
- 金武元直赤壁圖 卷（局部11），本幅縱50.8，橫136.4 公分 拖尾縱51，橫387.5 公分
- 金武元直赤壁圖 卷（局部12），本幅縱50.8，橫136.4 公分 拖尾縱51，橫387.5 公分
- 金武元直赤壁圖 卷（局部13），本幅縱50.8，橫136.4 公分 拖尾縱51，橫387.5 公分
- 金武元直赤壁圖 卷（局部14），本幅縱50.8，橫136.4 公分 拖尾縱51，橫387.5 公分
- 金武元直赤壁圖 卷（局部15），本幅縱50.8，橫136.4 公分 拖尾縱51，橫387.5 公分
- 金武元直赤壁圖 卷（局部16），本幅縱50.8，橫136.4 公分 拖尾縱51，橫387.5 公分

## 作者簡介
武元直，字善夫，號廣漠道人，活動於金代海陵王與世宗年間（1149–1189），為明昌年間進士。擅長山水畫，畫風承襲北宋李成、郭熙等北方畫家之傳統，筆法挺健峭拔，構圖嚴謹壯麗。

## 畫作內容
本圖描繪蘇軾與兩位友人及船夫泛舟於赤壁之下的情景。舟上四人，主角蘇子頭戴「高裝巾子」，神情悠然。畫面中山石嶙峋峻峭，壁立千仞；溪水沖擊岸石，激起浪花，形成漩渦。整幅景境雄壯險奇，呈現出文中「縱一葦之所如，凌萬頃之茫然」的氣勢。
畫面採用單景式構圖，由上至下描繪崢嶸山勢與曲折水路，畫面結構嚴密，空間表現開闊。畫中山石皴法屬斧劈皴系統，用筆如鋼針鐫鐵，筆勢挺健，具有金代北方山水畫的代表性風格。

## 書法與跋文
畫卷拖尾處，有金代書法家趙秉文（1159－1232）所書〈追和坡仙赤壁詞韻〉。此跋筆意奔放，文辭高古，深受北宋蘇軾、黃庭堅風格影響，展現出對蘇東坡精神與赤壁意趣的深度崇敬。

## 藝術地位
《赤壁圖》為國立故宮博物院收藏「赤壁賦」山水圖式中最早期的代表作，也是金代畫壇融合文學與山水繪畫的傑出範例。2011年被中華民國文化部核定為國寶，是研究金代書畫與「詩畫合一」藝術精神的重要文獻與實物依據。